# Route nationale 20
La route nationale 20 (RN 20 o N 20) è stata una strada nazionale lunga 864 km che partiva da Parigi e terminava a Bourg-Madame. Per buona parte del percorso è stata rimpiazzata dall’A20.

## Percorso
L’inizio era posto presso la porte d'Orléans: questo primo tratto è stato declassato a D920. Dopo aver attraversato Antony, la strada riprende il nome di N20 e prosegue verso sud-ovest passando per Arpajon ed Étampes, mentre da Angerville comincia il declassamento a D2020. Arriva così ad Orléans, da dove viene affiancata dall’A71. A partire da Vierzon, invece, la strada nazionale è stata del tutto sostituita per lunghi tratti dall’A20.
A Châteauroux la vecchia strada è oggi la dipartimentale 920. Entrando nel dipartimento della Creuse muta denominazione in D220 e in seguito giunge a Limoges (nei pressi della quale è ancora sostituita dall’A20). Ricomincia a Pierre-Buffière col nome di D420, si dirige a sud-est e, a Masseret, torna a chiamarsi D920, per poi raggiungere Brive-la-Gaillarde e divenire D820 dopo Nespouls. Sempre affiancata dall’A20, la strada continua verso sud lambendo il parco naturale regionale dei Causses du Quercy, quindi giunge a Cahors.
Più a merdidione, a Montauban, la strada è stata riclassificata come N2020 e poi di nuovo come A20. In seguito riprende sotto il nome di D820 e, seguendo la Garonna, arriva a Tolosa. Risale la valle dell’Ariège servendo Pamiers, dove la strada torna ad essere nazionale, Foix e diversi altri centri minori fino a L'Hospitalet-près-l'Andorre. Infine la N20, una volta percorso il tunnel stradale del Puymorens (la strada vecchia è stata riclassificata come N320), giunge al confine con la Spagna a Bourg-Madame. Da Tolosa fino al suo termine, la strada nazionale è parte della E09.